# Cillei Erzsébet
Cillei Erzsébet (1441. – 1455. vége) magyar grófnő, Cillei Ulrik leánya. Mátyás király első jegyese.

## Élete, származása
Édesapja Cillei Ulrik gróf, akinek az édesapja Cillei Frigyes Cilli grófja édesanyja pedig, Frangepán István magyar főúr lánya Erzsébet volt. 
Édesanyja Brankovics György szerb despota lánya, Katalin volt, akit Cillei Ulrik 1432 körül vett feleségül.
1451. június-július között Hunyadi János hadat vezet Brankovics György szerb fejedelem ellen, és számos várát elfoglalta.
1451. augusztus 7-én az al-dunai Szendrőn békekötésre került sor közöttük. Hunyadi János és Brankovics György szerb fejedelem közti szerződés értelmében Hunyadi László Szendrőbe ment túsznak. Brankovics hozzájárult, hogy Hunyadi Mátyás eljegyezze unokáját, Cillei Ulrik leányát, Cillei Erzsébetet.
1453 januárjában Mátyás László bátyjával együtt felvette a besztercei örökös gróf címét. Mátyást édesapja Nándorfehérváron lovaggá ütötte.
1453. szeptember 28-án az osztrák rendek – Hunyadi és Podjebrád egyetértésével – eltávolították Cillei Ulrikot V. László környezetéből, majd a királyt Prágába vitték, ahol Podjebrád György foglyul tartotta.
Közben újból V. László király közelébe került Cillei Ulrik, így a Hunyadi Jánossal folytatott hatalmi harc újrakezdődött. Az ország főurainak közvetítésével kibékültek, majd elhatározták, hogy családi szövetségre lépnek és összeházasítják gyerekeiket.
1455 augusztusában a gyermek Mátyás és a kiskorú Cillei Erzsébet között létrejött a már 1451-ben eltervezett eljegyzés. Hunyadi János fiát, Mátyást, mintegy zálogként Prágába küldte a király és Cillei mellé, ahol V. László király kamarássá tette.
Cillei Erzsébet leányát Vajdahunyad várába küldte. Alig három hónapos jegyesség után azonban Cillei Erzsébet meghalt, Mátyás pedig visszatért Budáról, feltehetően Vitéz János udvarába, Váradra.